# Брудершафт

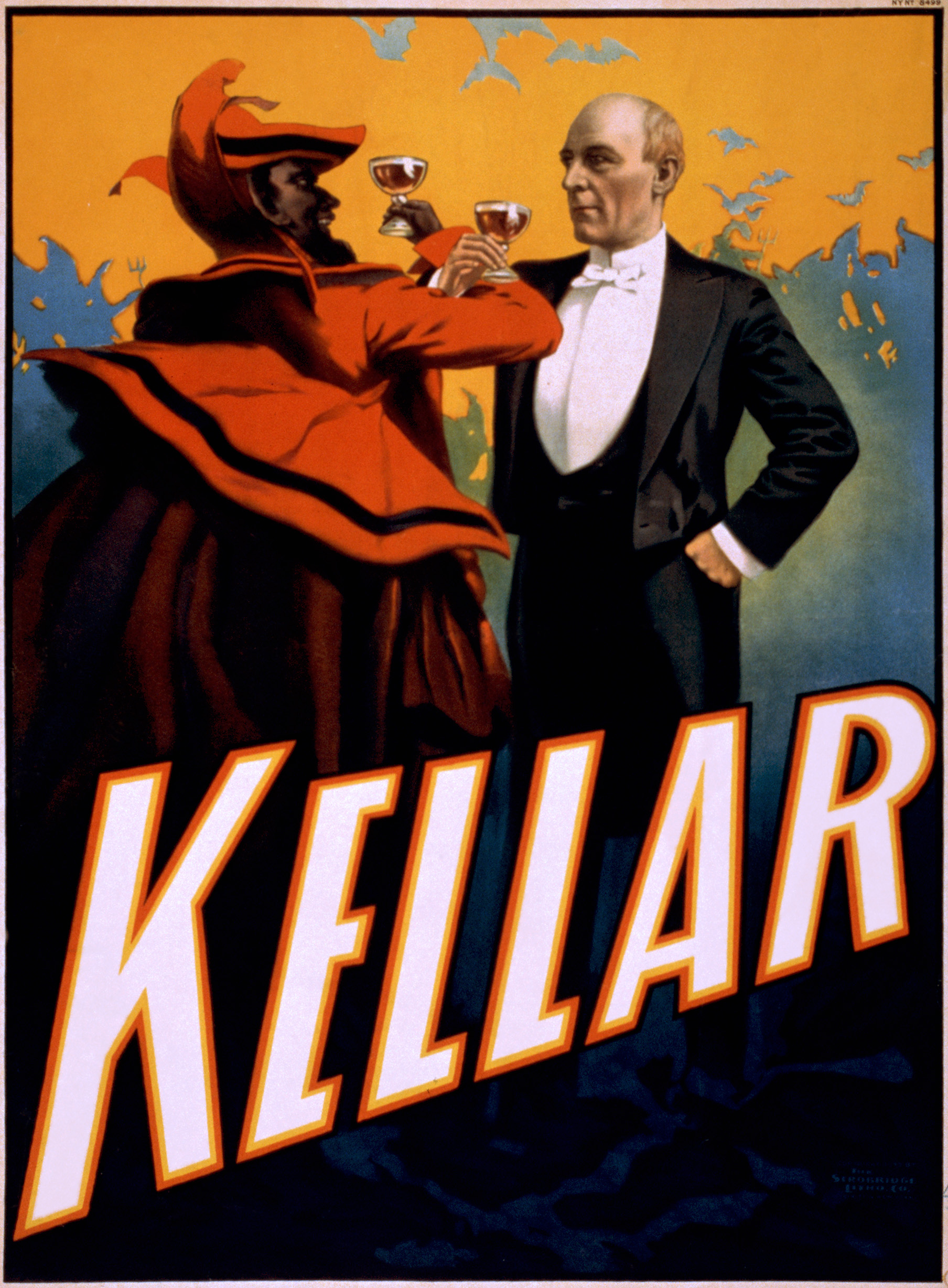

Пити на брудершафт (нім. Brüderschaft trinken від нього нім. Brüderschaft — «братство») — закріплювати дружбу особливим застільним обрядом, за яким два його учасники одночасно випивають свої чарки, наприклад з вином, з переплетеними в ліктях руками. Після чого, найчастіше, цілуються. Під час узливання напоїв потрібно дивитися один одному в очі. З цього моменту учасники вважаються добрими приятелями і повинні звертатися один до одного на «ти». Ритуал відбувається з середньовічної Європи, коли подібний обряд служив доказом добрих намірів присутніх за столом.
Також зустрічається вираз «Ми з вами на брудершафт не пили», що означає, що особа, яка промовляє дану фразу, вважає, що спілкування з співрозмовником прийняло занадто фамільярну (розкуту, нахабну, вульгарну) форму, і прямо (на межі образи) пропонує перейти до загальноприйнятого стилю спілкування.

## Сенс дій при питті на брудершафт
- Схрещування рук — братська підтримка.
- Пиття до дна — ні за що не відступати від обіцяних намірів.
- Фінальний поцілунок — скріплення клятви.

## Джерело
https://harchi.info/blogs/san-ayt-j/tradyciya-pyty-na-brudershaft [Архівовано 2 червня 2021 у Wayback Machine.]